# Longstowe
Longstowe – wieś w Anglii, w hrabstwie Cambridgeshire, w dystrykcie South Cambridgeshire. Leży 15 km na zachód od miasta Cambridge i 76 km na północ od Londynu. W 2001 miejscowość liczyła 193 mieszkańców.